# Paul Abram
Paul Abram (Vesoul, 1854 – Douarnenez, 1924) è stato un pittore francese.

## Biografia
Allievo di Jean Gigoux, dal 1882 in avanti espose al Salon des artistes français e in altre mostre parigine. Fu autore di ritratti e soprattutto di paesaggi bretoni, per i quali è maggiormente ricordato.
Sue opere sono conservate nel Musée d'Art et Histoire di Rochefort.